# Niunai Hu
Niunai Hu är en sjö i Kina. Den ligger i provinsen Hubei, i den centrala delen av landet, omkring 240 kilometer väster om provinshuvudstaden Wuhan. Niunai Hu ligger 31 meter över havet. Arean är 18,7 kvadratkilometer. Trakten runt Niunai Hu består till största delen av jordbruksmark. Den sträcker sig 11,0 kilometer i nord-sydlig riktning, och 8,1 kilometer i öst-västlig riktning.
Genomsnittlig årsnederbörd är 1 563 millimeter. Den regnigaste månaden är maj, med i genomsnitt 235 mm nederbörd, och den torraste är december, med 28 mm nederbörd.